# Neodiprion taedae
Neodiprion taedae är en stekelart som beskrevs av Ross. Neodiprion taedae ingår i släktet Neodiprion och familjen barrsteklar.

## Underarter
Arten delas in i följande underarter:
- N. t. taedae
- N. t. linearis